# Eranina univittata
Eranina univittata är en skalbaggsart som först beskrevs av Bates 1881.  Eranina univittata ingår i släktet Eranina och familjen långhorningar. Inga underarter finns listade i Catalogue of Life.